# Triphosa pura
Triphosa pura là một loài bướm đêm trong họ Geometridae.